# Periporphyrus
Periporphyrus is een geslacht van vogels uit de familie van de kardinaalachtigen (Cardinalidae). De wetenschappelijke naam van het geslacht is voor het eerst geldig gepubliceerd in 1850 door Reichenbach.

## Soorten
De volgende soorten zijn bij het geslacht ingedeeld:
- Periporphyrus celaeno (Deppe, 1830) - Roodkraagkardinaal
- Periporphyrus erythromelas (Gmelin, JF, 1789) - Rood-zwarte kardinaal